# Impacte astronòmic

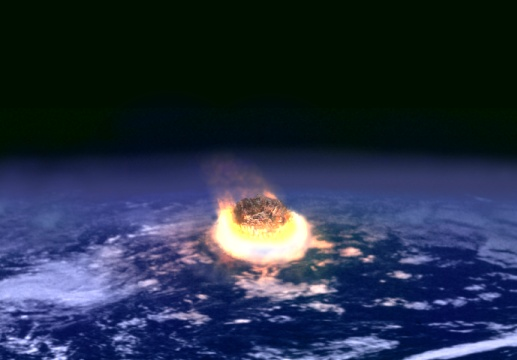
Recreació artística d'un impacte astronòmic. La col·lisió entre la Terra i un asteroide de pocs quilòmetres de diàmetre podria alliberar tanta energia com milions d'armes nuclears, una rere l'altra

Un impacte astronòmic és la col·lisió d'un gran meteorit, asteroide, cometa, o d'un altre objecte celeste amb la Terra o amb un altre planeta. Els impactes astronòmics han sigut un argument i element de fons en la ciència-ficció d'ençà que el coneixement d'impactes reals s'ha establert en el corrent científic.

## Mides i freqüències
Sovint objectes petits impacten contra la Terra. Hi ha una relació inversa entre la mida de l'objecte i la freqüència amb la qual aquest objecte colpeja la Terra. Els asteroides d'1 km de diàmetre impacten la Terra cada 500.000 anys de mitjana. Grans col·lisions d'objectes de cinc quilòmetres es donen una vegada cada 10 milions d'anys. L'últim impacte conegut d'un objecte de 10 km o més de diàmetre va ser el de l'extinció del Cretaci-Paleogen, fa 65 milions d'anys. Els asteroides de diàmetres d'entre 5 i 10 metres entren a l'atmosfera terrestre aproximadament una vegada cada any, amb tanta energia com el Little Boy, la bomba atòmica llançada sobra Hiroshima, aproximadament 15 quilotones de TNT. Aquests, normalment, exploten en la mesosfera, i la majoria o tots els sòlids s'evaporen. Objectes d'un diàmetre superior als 50 metres colpegen la Terra aproximadament una vegada cada cent anys, produint explosions comparables a l'observada enl'esdeveniment de Tunguska l'any 1908. Almenys un asteroide conegut amb un diàmetre superior a 1 km, (29075) 1950 DA, té una probabilitat calculada de col·lidir amb la Terra el març de 2880, amb una escala de Torí de dos.
Al llarg de la història, s'han registrat centenars d'esdeveniments d'impacte menor (i l'explosió de bòlids), i alguns d'aquests han causat morts, ferits, danys materials, i altres conseqüències importants localitzades.